# Kostel svatého Kryštofa (Kryštofovy Hamry)
Kostel svatého Kryštofa je římskokatolický filiální kostel zasvěcený svatému Kryštofovi v Kryštofových Hamrech v okrese Chomutov. Stojí u silnice na severním okraji vesnice.

## Historie a popis
Kostel byl založen v roce 1799, ale stavba v empírovém slohu byla dokončena až v letech 1829–1832. Jeho obdélná loď je zakončena čtverhranným presbytářem, ke kterému na západní straně přiléhá sakristie. Nad jižním průčelím je čtverhranná věž. Presbytář je zaklenutý plackovou klenbou a ostatní prostory mají ploché stropy. Empírové arkádové oltáře zdobí obraz svatého Kryštofa z roku 1832 od malíře Josefa Führicha. V kostele jsou také varhany z roku 1832 od J. Gröbla a barokní cínová křtitelnice z roku 1739, která pochází z pražského kostela na Karlově.